# 放送ネタ
放送ネタ（ほうそうネタ）とは、ニコニコ生放送で利用できるサービスである。

## 概要
niconico（く）で発表されたサービスで、ニコニコ市場のリニューアル版。生放送の画面下部にある「カウンター」にゲーム、ツール、Amazonの商品などのネタを貼りつけることが出来る。実験放送内のサービスだったが、2019年4月11日にユーザー生放送で利用できるようになった。
カウンターに貼られたネタは1分間に1回「ニコる」の勢い順に並べ替えられ、ネタの数が限界を超えると、最も右に貼られていたネタは押し出される（ネタが押し出されるとユーザーレベル経験値が獲得できる）。
2020年1月28日に、名称をニコニコ新市場から放送ネタに変更。「ネタを貼る」表現も「ネタをリクエストする」に変更された。

## 歴史

### 2018年
- 5月31日 - 「実験放送」のリリースに伴い「ニコニコ新市場」サービス開始[4]。
- 10月25日 - ユーザー投稿のゲームが遊べるように[5]。

### 2019年
- 4月11日 - ユーザー生放送にニコニコ新市場を追加[6]。
- 7月9日 - ランキング形式のニコ生ゲームで1位になった回数によって獲得できる「生ゲームランカー」バッジをリリース[7]。
- 7月18日 - 各種ネタのユーザーレベル制限を緩和。次回番組へのネタの引継ぎ機能を廃止[8]。
- 8月5日 - 同年8月18日まで「力を合わせて賞品GET！番組対抗積み上げ選手権」を開催[9]。詳しくは下記参照。
- 10月3日 - ニコニコ新市場に動画、生放送が貼りつけられるように[10]。
- 10月17日 - 2020年1月7日まで「ニコ生自作ゲームコンテスト2020」を開催。詳しくは下記参照。
- 10月23日 - 同年10月29日まで「秋の生ゲームクエスト」を開催[11]。詳しくは下記参照。
- 10月31日 - 「秋の生ゲームクエスト」のランキングで終了時100位以内の利用者に「生ゲームクエストマスター」バッジを配布。
- 12月11日 - 自作ゲームを登録申請した後、即時に登録されるように[12]。
- 12月23日 - 2020年1月6日まで「年越しつりっくま」を開催。詳しくは下記参照。

### 2020年
- 1月8日 - 「年越しつりっくま」のランキングで終了時に100以内の利用者に「つりっくマスター」バッジを配布。
- 1月16日 - 「ニコニコタワー」における迷惑行為の通報機能を追加[13]。また、名無しでは参加できないようになった。
- 1月28日 - 名称をニコニコ新市場から放送ネタへ変更。
- 2月1日 - 「ニコ生自作ゲームコンテスト2020」の受賞者を発表。
- 2月4日 - 「生ゲームプレイ中」のページでゲーム参加者を募集できるように[14]。一部のゲーム、ニコニコQ、アンケートをユーザーレベル1でも使用可能に[15]。同年3月4日まで「生主デビュー応援キャンペーン」を開催[16]。
- 3月1日 - 「ニコ生自作ゲームコンテスト2020」の授賞式を開催。
- 4月7日 - すべてのネタがユーザーレベル1で使用できるように[17]。
- 4月12日 - 2020年4月19日まで「ニコニコ超タワー」を開催。詳しくは下記参照。
- 8月9日 - 「ニコニコネット超会議2020夏」の開催中に「夏の生ゲーム祭り」を開催[18][19]。詳しくは下記参照。
- 10月14日 - ニコニコQのリクエスト機能終了[20]。
- 12月1日 - 2020年12月26日まで「ニコ生ゲーム大会」を開催[21]。詳しくは下記参照。

### 2021年
- 3月19日 - 2021年3月26日まで「全員協力!ボスネコチャレンジ」を開催[22]。詳しくは下記参照。
- 4月8日 - 自作ゲームの検索ができる機能が追加[23]。
- 5月11日 - ニコ生ゲームの一部BGMをニコニ・コモンズに追加[24]。

## いろいろなネタ
ネタを貼りつけることが出来るのはプレミアム会員のみ。一度ネタを貼ったユーザーはしばらくネタを貼ることが出来ない。以下はネタの一覧である。
| メニュー                | 内容 |
| ----------------------- | --- |
| 新市場TOP               | - 今週のオススメ - 運営のおすすめのネタが表示される。 - 定番ネタ - 人気のネタが表示される。                                            |
| 得点を競う              | ハイスコアを狙うゲームが表示される。                                                                                                   |
| 放送者が遊ぶ            | 放送者のみが遊べるゲームが表示される。                                                                                                 |
| みんなで遊ぶ            | 複数人で遊ぶゲームが表示される。 |
| ツール                  | 放送上便利なツールが表示される。 |
| OP/ED                   | オープニング、エンディング映像が流れるネタが表示されている。ニコニ広告が利用されていた場合は提供が表示される。                         |
| ニコニコQ（現在は終了） | ニコニコQに投稿されたクイズやアンケートを出題することが出来たが、2020年10月14日に機能終了。                                            |
| 自作ゲーム・自作ツール  | RPGアツマールに投稿された新市場対応のゲームやツールが表示される。                                                                      |
| 動画・生                | ニコニコ動画およびニコニコ生放送の映像を引用する形で表示する。ただし、ニコニコ動画は形式が対応、生放送は引用を許可している場合に限る。 |
| Amazon                  | Amazonの商品を貼ることが出来る。 |

## ニコ生ゲーム
放送者・視聴者みんなで遊ぶことができる。最新のニコ生ゲームなどを紹介するニコニコチャンネルのチャンネル「ニコニコ新市場チャンネル」がある。

### 主なニコ生ゲーム
- つりっくま - 60秒以内に釣りをするシロクマをクリックしてアイテムを釣り上げ、それに応じて得られるポイントを競い合うゲーム[27]。2019年4月25日に「みんなでつりっくま」にバージョンアップ[28]。
- だるまさんがころんだ - 視聴者が味方。放送者が鬼（だるま）になり、だるまさんがころんだで遊べるゲーム[29]。
- ねらえ！パーフェクトバッティング - 60秒以内に野球のバッターをクリックして空中に浮かぶ風船を割るバッティングゲーム。
- お題でお絵かき - 放送者がお題を出し、視聴者が絵を描いて投稿し、投稿された絵の中から何枚かを公開できる[30]。

### 開催されたイベント
力を合わせて賞品GET！番組対抗積み上げ選手権
力を合わせて賞品GET！番組対抗積み上げ選手権は、2019年8月5日から同年8月18日まで開催されたイベント。「積み上げ選手権」タグをロックしたユーザー生放送でニコニコタワーをプレイし、より高くまで積み上げた番組の放送者上位50名にオリジナルデザインのTシャツがプレゼントされる。
秋の生ゲームクエスト
秋の生ゲームクエストは、2019年10月23日から同年10月29日まで開催されたイベント。「生ゲームクエスト」タグが付いた生放送で開催期間中にランキング形式のニコ生ゲームで遊んで1位になると、「秋の生ゲームクエスト」バッジを獲得することができ、グレードに応じてニコニ広告福引チケットが配布される。また、開催終了時にランキング100位以内のユーザーは「生ゲームクエストマスター」バッジを獲得することができる。
ニコ生自作ゲームコンテスト2020
ゲーム以外の作品も対象。それぞれ賞やAmazonギフト券が付与される。募集は2019年10月17日-2020年1月7日、受賞者発表は同年2月1日、授賞式は同年3月1日の予定。
年越しつりっくま
年越しつりっくまは、2019年12月23日から2020年1月6日に開催されたイベント。「年越しつりっくま」タグが付いた生放送で開催期間中につりっくまで遊んで5位以内に入ると、「年越しつりっくま」バッジを獲得することができ、グレードに応じてニコニ広告福引チケットが配布される。また、開催終了時にランキング100位以内のユーザーは「つりっくマスター」バッジを獲得することができる。
ニコニコ超タワー
ニコニコ超タワーは、2020年4月12日から2020年4月19日に開催されたイベント。「ニコニコ超タワー」タグをロックしたユーザー生放送でニコニコタワーをプレイすると、景品がプレゼントされる。
夏の生ゲーム祭り
「ニコニコネット超会議2020夏」の開催中に「生ゲーム祭り」タグを付けて放送し、一定の条件をクリアすると、放送者にはトートバッグが当選するチャンスや、視聴者にはニコニ広告福引チケットがプレゼントされる。
ニコ生ゲーム大会
ニコ生ゲーム大会は、2020年12月1日から2020年12月26日までを開催。対象のゲームをプレイして上位100位以内にランクインすると（対象のゲームは日によって変わる）その中から抽選で100人に景品が当たる。
全員協力!ボスネコチャレンジ
「ボスネコラッシュ」のステージのクリア数に応じてニコニ広告福引チケットを得ることができる。また、放送者のうち50人には、モバイルバッテリーが当たる。